# Atelopus sanjosei
Atelopus sanjosei is een kikker uit de familie padden (Bufonidae) en het geslacht klompvoetkikkers (Atelopus). De soort werd voor het eerst wetenschappelijk beschreven door Juan Arturo Rivero en Marco Antonio Serna in 1989.
Atelopus sanjosei leeft in delen van Zuid-Amerika en komt endemisch voor in Colombia. De soort komt in een relatief klein gebied voor en is hierdoor kwetsbaar. Door de internationale natuurbeschermingsorganisatie IUCN is de soort nog niet opgenomen op de lijst van bedreigde dieren.
Atelopus sanjosei wordt beschouwd als erg zeldzaam, de soort is niet meer waargenomen sinds 1988.